# Кагосіма
Кагосіма або Кагошіма — місто в Японії, центр однойменної префектури.

## Географія

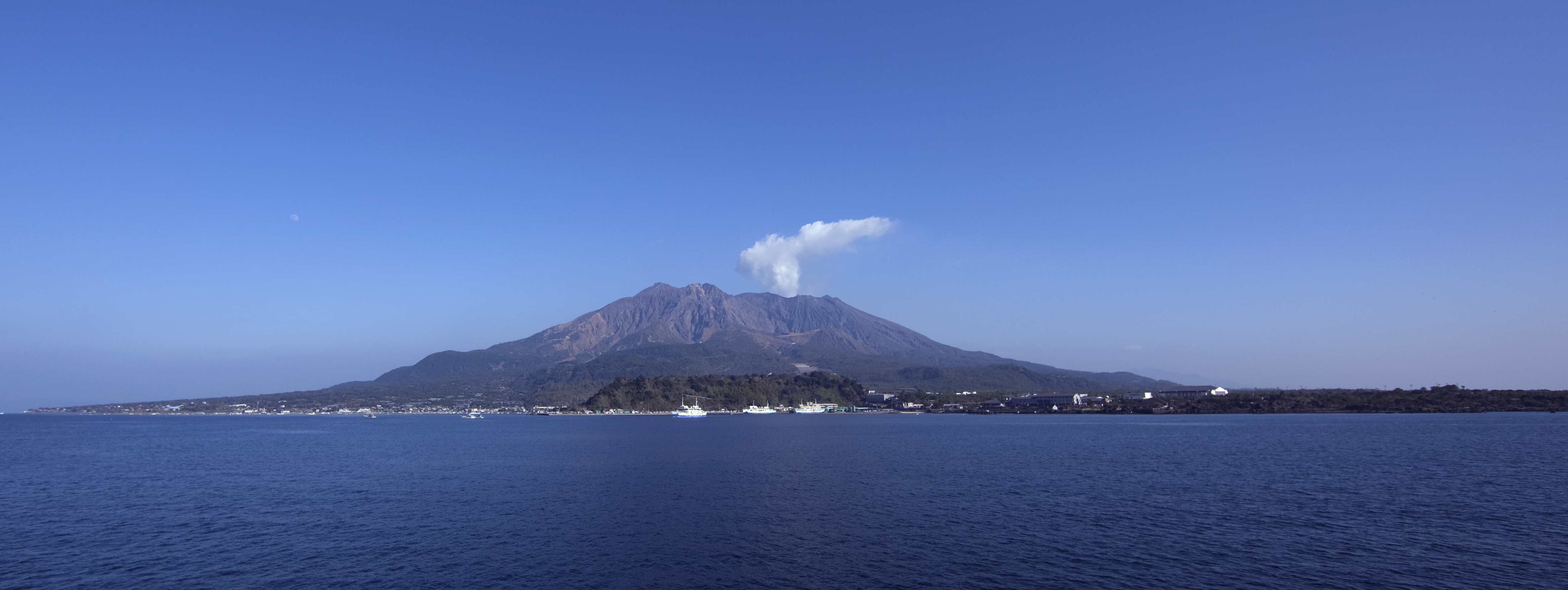
Вулкан Сакура-дзіма

Кагосіма знаходиться на березі Кагосімської затоки Східно-Китайського моря. Площа міста становить близько 547,06 км². Рельєф Кагосіми, за винятком району Сакурадзіма, пагобистий. Висота пагорбів і височин коливається від 100 до 300 м над рівнем моря. Кагосімою протікають річки середньої і малої величини які впадають у Кагосімську затоку: Інарі, Коцукі, Каміно, Тагамі, Вакіта і Нагата. В околицях цих річок існують невеликі рівнини. У центральній частині узбережжя розташована промислова зона з міським портом. Навпроти неї знаходиться діючий вулкан Сакура-дзіма, висотою 1 117 м. Напрямок вітрів північно-західний, проте влітку він міняється на протилежний.

### Клімат
Місто знаходиться у зоні, котра характеризується вологим субтропічним кліматом. Найтепліший місяць — серпень із середньою температурою 28,5 °C (83,3 °F). Найхолодніший місяць — січень, із середньою температурою 8,5 °С (47,3 °F).
| Клімат Каґосіми         | Клімат Каґосіми | Клімат Каґосіми | Клімат Каґосіми | Клімат Каґосіми | Клімат Каґосіми | Клімат Каґосіми | Клімат Каґосіми | Клімат Каґосіми | Клімат Каґосіми | Клімат Каґосіми | Клімат Каґосіми | Клімат Каґосіми | Клімат Каґосіми |
| Показник                | Січ.            | Лют.            | Бер.            | Квіт.           | Трав.           | Черв.           | Лип.            | Серп.           | Вер.            | Жовт.           | Лист.           | Груд.           | Рік             |
| Абсолютний максимум, °C | 22              | 22              | 26              | 28              | 30              | 34              | 35              | 36              | 33              | 30              | 27              | 24              | 36              |
| Середній максимум, °C   | 12,8            | 14,3            | 17              | 21,6            | 25,2            | 27,6            | 31,9            | 32,5            | 30,1            | 25,4            | 20,3            | 15,3            | 22,8            |
| Середня температура, °C | 8,5             | 9,8             | 12,5            | 16,9            | 20,8            | 24              | 28,1            | 28,5            | 26,1            | 21,2            | 15,9            | 10,6            | 18,6            |
| Середній мінімум, °C    | 4,6             | 5,7             | 8,4             | 12,7            | 17,1            | 21              | 25,3            | 25,6            | 22,8            | 17,5            | 11,9            | 6,7             | 14,9            |
| Абсолютний мінімум, °C  | −3              | −5              | −2              | 1               | 7               | 13              | 17              | 18              | 11              | 6               | 0               | −5              | −5              |
| Норма опадів, мм        | 80              | 100             | 150             | 220             | 230             | 410             | 300             | 200             | 210             | 110             | 90              | 70              | 2230            |
| Вологість повітря, %    | 65              | 65              | 66              | 68              | 71              | 76              | 75              | 73              | 71              | 67              | 67              | 67              | 69              |
| ----------------------- | --------------- | --------------- | --------------- | --------------- | --------------- | --------------- | --------------- | --------------- | --------------- | --------------- | --------------- | --------------- | --------------- |
| Джерело: Weatherbase    |                 |                 |                 |                 |                 |                 |                 |                 |                 |                 |                 |                 |                 |

## Історія
Кагосіма виникла у 1340 році як ремісничо-торгове поселення при замку Тофукудзі самурайського роду Сімадзу. Воно було головною виробничо-промиловою базою цього роду, який у XVI столітті почав проводити об'єднання острова Кюсю. Кагосіма стала одним із перших японських населених пунктів, де відбулися японсько-європейські контакти: у 1549 році тут провідував християнство Франциск Ксав'єр.
У період Едо (1603–1867) Кагосіма стала великим політичним та торговельним центром, столицею Сацума-хану, володіння роду Сімадзу. У 1863 році містечко було піддане бомбардуванню британським флотом під час Сацумсько-британської війни.
У 2-й половині XIX століття чимало вихідців з Кагосіми взяли активну участь у поваленні сьогунату Токугава та реставрації Мейдзі. Під час громадянської війни (1868–1869) містечко було одним з центрів проурядових Імператорських сил. Тогочасними Кагосімцями, які здобули славу японських національних героїв, стали Сайго Такаморі та Окубо Тосіміті.
У ході адміністративної реформи 1871 року містечко Кагосіма стала центром однойменної префектури, що постала на місці Сацума-хану. Воно почало швидко модернізуватися, але під час Сацумського повстання 1877 року зазнало страшних руйнувань.
1 квітня 1889 року містечко Кагосіма отримало статус міста. До Першої світової війни воно розвилося у найбільший комерційний центр південного Кюшю. Кагосіма значно постраждала під час виверження вулкана Сакура-дзіма в 1914 році, та бомбардувань ВПС Армії США в 1945 році. Американці знищили близько 90 % усіх будівель міста, тому Кагосіму довелося відбудовувати практично з нуля. Реставраційні роботи тривали до 1960-х років. Їх завершення ознаменувало спорудження найбільшої у світі бази для зберігання неочищеної нафти.

## Символи міста

Емблема Кагосіми

Прапор Кагосіми

Емблема Кагосіми — стилізоване зображення родового мон самураїв роду Сімадзу, так званого «вудила» або «хреста у колі». Його поєднано з ієрогліфом 市 («місто»). Загострені промені хреста символізують всебічний розиток Кагосіми. Емблема була затверджена 24 листопада 1926 року.
Прапор Кагосіми — полотнище білого кольору, сторони якого співвідносяться як 2 до 3. В центрі полотнища розміщена емблема міста чорного кольору на тлі силуету вулкана Сакура-дзіма червоного кольору.
Вулкан Сакура-дзіма — природний символ міста. Висота вулкана становить 1117 м. Подорож від міста до вулкана поромом займає 15 хвилин.

## Безпека
- У Кагосімі розташований регіональний штаб Управління морської безпеки Японії. Він забезпечує безпеку кордонів та територіальних вод Японії на півдні префектур Кагосіма, Міядзакі та Кумамото[7].

## Економіка

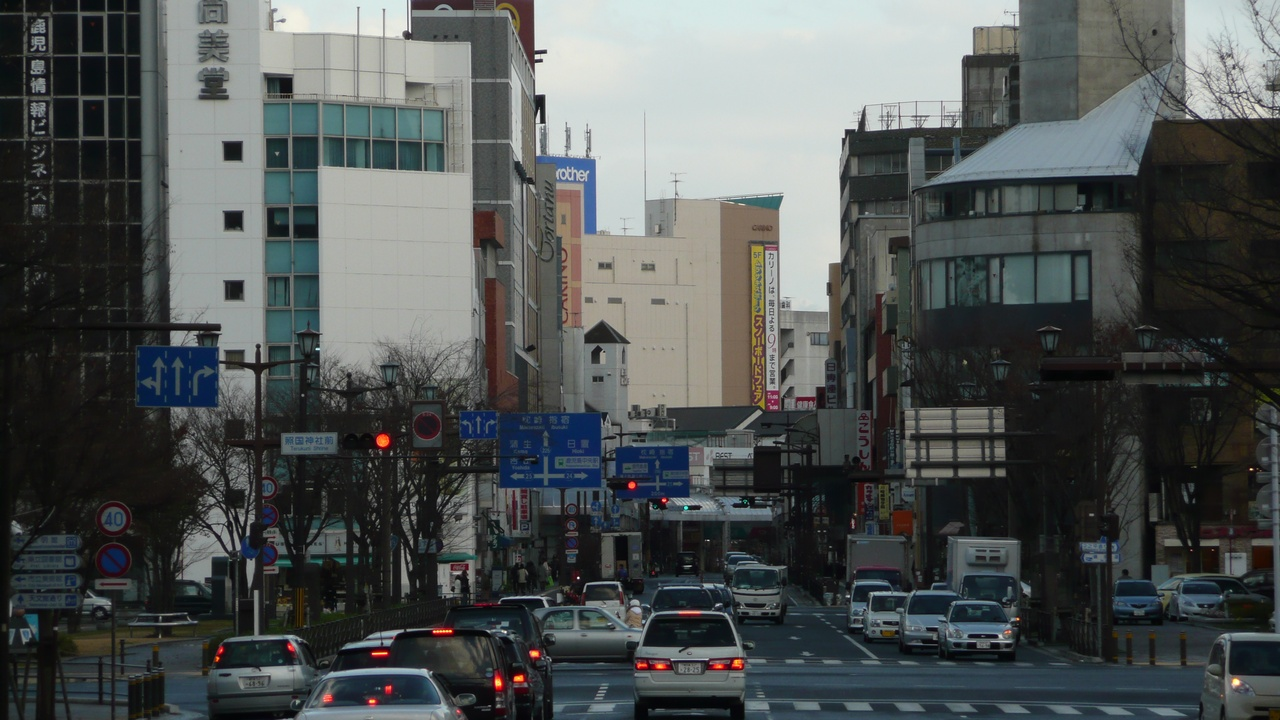
Діловий центр Кагосіми.

Кагосіма є містом, де домінують підприємства третинного сектора економіки, особливо підприємства з оптових продаж і підприємства, які надають різноманітні послуги. В місті багато компаній малого і середнього бізнесу.
Серед галузей промисловості найприбутковішою є харчова промисловість, а саме виробництво м'яса і товарів з морепродуктів. Розвиненими також є деревообробна, паперово-целюлозна, текстильна і хімічна промисловість. Більшість промислових підприємств сконцентровані у прибереженій зоні міста. У Кагосімі також розвинені традиційні ремесла, такі як виробництво осімського епонжу, сацумської кераміки, бамбукових і олов'яних виробів.
Важлива роль в економіці Кагосіми належить сільському господарству, хоча кількість зайнятих у ньому осіб невпинно зменшується. Мешканці міських околиць вирощують рис, бабат, овочі, цукрову тростину, цитрусові, чай та тютюн.

## Міста-побратими
- — Неаполь, Італія;
- — Перт, Австралія;
- — Маямі, США;
- — Чанша, КНР

## Уродженці
- Кабаяма Сукенорі — адмірал, генерал-губернатор Тайваню.
- Курода Кійотака — прем'єр-міністр Японії.
- Мацуката Масайоші — прем'єр-міністр Японії.
- Морі Арінорі — міністр культури Японії.
- Окубо Тошімічі — учасник реставрації Мейдзі.
- Ояма Івао — маршал Імперської армії Японії.
- Сайго Такаморі — учасник реставрації Мейдзі, лідер Сацумського повстання.
- Сайго Цугумічі — міністр флоту Японії, організатор Тайванського походу.
- Ямамото гомбей — прем'єр-міністр Японії.